# 일룸
일룸(iloom)은 대한민국의 가구 브랜드로, 퍼시스 그룹의 자회사이다. 2013년 매출은 635억이였으며, 2015년에는 약 2배 성장하여 1천315억의 매출을 올렸다.